# Luciano Bianciardi
Luciano Bianciardi (Grosseto, 14 de diciembre de 1922 – Milán, 14 de noviembre de 1971) fue una de las figuras fundamentales de la cultura italiana durante los años cincuenta y sesenta. Rebelde y romántico, anarquista y revolucionario, Bianciardi era un hombre versátil: además de escritor, fue bibliotecario, profesor, editor, periodista y traductor (firmó un centenar de traducciones de algunos de los más importantes escritores norteamericanos: Faulkner, Steinbeck, Miller, Bellow, Brautigan…). En 1954 se muda a Milán, donde comienza a trabajar en la editorial Feltrinelli, con la intención de llevar a cabo en la ciudad la «revolución cultural» que había resultado imposible en la provincia. Intolerante con las imposiciones empresariales y deseoso de romper los esquemas culturales de su época, es despedido al poco tiempo. Comienza entonces su larga trayectoria como traductor y la redacción de La vida agria, su obra más reconocida. Inconformista, se niega a plegarse a los dictados de la industria cultural que lo rodea incluso después del éxito de su novela. Cada vez se cierra más en sí mismo y se entrega más al alcohol, que lo conducirá a la muerte en 1971.

## Biografía[1]

### Infancia (1922-1931)
Luciano Bianciardi nace en Grosseto, el 14 de diciembre de 1922, hijo de Adele Guidi, profesora de educación primaria, y Atide, empleado de la Banca Toscana. Desde muy joven, la madre le exige excelencia en sus estudios («fui su alumno antes que su hijo durante treinta y dos años, ahí es nada. Es como tener una “maestra de por vida”, y las maestras de por vida no son cómodas»), mientras que el padre establece con él una relación entre iguales («me llamaba “amigo” desde que era un niño, y cada vez que me lo decía me sentía orgulloso»).

En su tiempo libre, Luciano estudia violonchelo e idiomas. Voraz lector, a los ocho años recibe como regalo un libro que se convertirá en su preferido para el resto de su vida, I Mille de Giuseppe Bandi, la historia de la expedición de Garibaldi contada por un garibaldino —y desde entonces cultivará un enorme interés y amor por el Risorgimento italiano—.

### La adolescencia y la entrada en la universidad (1932-1942)
Bianciardi estudia en Grosseto, primero en el colegio y luego en el Instituto Clásico Carducci-Ricasoli («No fueron años tranquilos: me maté para ser “el primero de la clase”, y lo fui; eso sí, no me enteraba de nada de lo que estudiaba»). Después de aprobar el penúltimo curso de instituto, decide presentarse a selectividad ese mismo año y la aprueba en la sesión de otoño. En noviembre, sin haber cumplido aún los dieciocho años, se matricula en la Universidad de Pisa, Facultad de Letras y Filosofía. Asiste a clase, estudia duro y hace algunos amigos. 

«Recuerdo a Umberto Comi y a Nino Maccarone: solíamos tener largas conversaciones, sobre todo con el segundo, pero no nos entendíamos, ni siquiera cuando “descubrí” la existencia del problema de la justicia, además del de la libertad. No nos entendíamos porque el mío fue un descubrimiento técnico, una deducción a la que llegué con la ayuda y la tutela de Guido Calogero, que me enseñó, entre otras cosas, liberalsocialismo. Muchos alumnos de la Scuola Normale di Pisa eran liberalsocialistas por aquel entonces —el término ya se escuchaba, aunque nadie sabía quién lo había acuñado—. Hoy en día casi todos se han pasado al Partido Comunista —recuerdo especialmente a Nicola Vaccaro y Giorgio Piovano—, aunque creo que para ellos el origen liberalsocialista sigue teniendo un significado, como lo tiene para mí. Mi liberalsocialismo de los años 41 y 42, por lo que a manifestaciones concretas se refiere, fue poca cosa: alguna que otra reunión furtiva en la residencia universitaria, varios contactos entre Pisa y mi ciudad, algún que otro golpe de ingenio díscolo y privado —una vez escribí una carta a Mussolini pidiéndole que dimitiera, como había hecho Badoglio— y poco más».

### La II Guerra Mundial y el desencanto político (1943-1947)
A finales de enero de 1943 Bianciardi es llamado a las armas: tras un breve periodo de adiestramiento, parte hacia Puglia, donde el 22 de julio presencia el bombardeo de Foggia. («La llamada a las armas, a comienzos de aquel trágico y denso 1943, me pilló desprevenido. Muy ingenuamente, decidí aceptar la vida militar como una prueba de disciplina y equilibrio. Creía que la escuela de adiestramiento, con esa señoril miseria cotidiana, tenía justo esa función, y confié en nuestros superiores, en los oficiales que día tras día nos hablaban de honor y valor, de Patria y de Soberano, pero sobre todo de la dignidad que conlleva llamarse “señor oficial”. No tuve que esperar mucho para descubrir la verdad: en aquel verano y otoño en Puglia hubo horribles jornadas que desvelaron la ruina del ejército»). 

Después de la capitulación, el 8 de septiembre, se incorpora a un contingente de soldados ingleses en calidad de intérprete, y se traslada a Forlì, para más tarde regresar finalmente a casa, a Grosseto. En noviembre de ese mismo año retoma los estudios universitarios en la Scuola Normale di Pisa, donde entra gracias a unas vacantes para antiguos militares. En otoño del 45, Bianciardi se inscribe al Partido de Acción: «Me inscribí —¿hace falta decirlo?— al Partido de Acción, partido que ahora no es fácil decir qué era, porque fue muchas, demasiadas cosas. Creo que puedo decir que fue un intento más (¿el último?) de la pequeña burguesía intelectual para gobernar. No tuvo éxito por las contradicciones internas y por la comprobada incapacidad de nuestra clase social, priva de contactos con la clase obrera y por lo tanto totalmente volcado en estériles intelectualismos y en la construcción gratuita de problemas abstractos».

En el 47, cuando el partido se disuelve, Bianciardi siente una fuerte desilusión, hasta el punto de que no volverá a inscribirse a ningún partido político.

### El matrimonio, la paternidad, la enseñanza (1948-1950)
En febrero de 1948 se licencia con una tesis sobre John Dewey. En abril de ese mismo año se casa con Adria Belardi y en octubre del 49 nace el primer hijo, Ettore. («Aquel día también mi padre se acercó a la cuna recién comprada, y hablamos de nuestras vidas, y de la nueva vida que acababa de nacer. No tuvimos más remedio que aceptar que habíamos fracasado, tanto él como yo, y quizá también mi abuelo, si había habido dos guerras mundiales con tantos muertos, y miseria, y hambre, y tan poca seguridad en la vida y en el trabajo, y tan poca libertad para los hombres del mundo. Llegué a la conclusión de que todo eso no podía volver a pasar, de que no quería que mi hijo corriera el riesgo de morir o matar, como nos pasó a mi padre y a mí, de sufrir el hambre o de acabar en la cárcel por tener ideas propias, libres. Tampoco podía seguir renunciando a confiar en mi mundo y en mis semejantes, encerrado en un bonito jardín humanístico y ocioso, incrédulo, satisfecho con el aforismo que dice que en el mundo no existe nada real. Tenía que elegir, la presencia de mi hijo me lo imponía; tampoco podía pensar que resolvería el problema individualmente, o dejarlo para más tarde, intentar, en el momento justo, engañar a la Oficina de Crecimiento, ni crear para mi hijo una situación de privilegio, hacer de él “el primero de la clase”, como había hecho mi madre conmigo. No existirá una solución segura para mi hijo si no la existe también para todos los niños del mundo, también eso me parecía bastante claro... no basta con que cada uno se quede con su trabajo y su miseria, hace falta un hijo para desear un porvenir y trabajar para construirlo»). 

Tras unos años como profesor de inglés en un colegio, Bianciardi se convierte en profesor de Historia y Filosofía en el Instituto Clásico de Grosseto, el mismo en el que había estudiado.

### El bibliobus y las primeras colaboraciones en prensa (1951-1953)
En el 51 acepta el puesto de director en la Biblioteca Chelliana de Grosseto, semidestruida por los bombardeos y la inundación del 46, y crea el Bibliobus, una furgoneta repleta con los libros de la Biblioteca que viaja por el campo grossetano y llega a los pueblos más aislados. Participa activamente en un cineclub, organiza ciclos de conferencias y debates. Junto a Carlo Cassola, que en aquellos años vivía en Grosseto, participa en la creación del «Movimiento de Unidad Popular». 

En el 52 Umberto Comi, antiguo compañero de universidad, asume la dirección de la Gazzeta di Livorno e invita a Bianciardi a colaborar en la sección «Encuentros provinciales». Durante ese periodo también empieza a colaborar con Belfagor y Avanti!; en 1953 con Il Mondo y en el 54 con Il Contemporáneo.

### La explosión de la mina de Ribolla (1954)
Junto a Cassola, Bianciardi realiza para el Avanti! una encuesta sobre las condiciones de vida de los mineros; con el Bibliobus, ambos se acercan a menudo a Ribolla, un pequeño conglomerado de casas de mineros cerca de Grosseto. Bianciardi se informa sobre las condiciones de trabajo de los mineros, habla con ellos, los entrevista, escribe sus biografías, traba amistad con ellos. El 4 de mayo de 1954, uno de los pozos de la mina de Ribolla salta por los aires a causa de una explosión de grisú: para Bianciardi se trata de algo más que un accidente, por terrible que sea: es una fractura, el trágico final de un periodo. 

(«Cuando los ataúdes estuvieron bajo tierra, todos se fueron marchando poco a poco del solar, entre el calor y el polvo levantado por los coches. Me quedé solo, sentado en las escaleras del almacén, que ya había cerrado, y me pareció imposible que hubiera acabado todo, que no hubiera nada más que hacer»). Cuando le piden participar en la creación de una nueva editorial, la Feltrinelli, Bianciardi acepta inmediatamente y se marcha a Milán. 

### Los primeros años en Milán (1955-1956)
En abril de 1955 nace su segunda hija, Luciana. Empieza a colaborar con Nuovi Argomenti y l’Unità. En esa época también empieza a vivir con la romana Maria Jatosti, que viaja a Milán para quedarse con él. Jatosti será su compañera de vida durante más de quince años y le dará un tercer hijo, Marcello, en 1958.

Publica junto a Carlo Cassola, en la editorial Laterza, I minatori della Maremma (Los mineros de Maremma), y empieza a trabajar en Cinema Nuovo, revista dirigida por Guido Aristarco y financiada por Feltrinelli, pero a los pocos años pasa a la redacción de la editorial, con Fabrizio Onofri como redactor jefe. Será precisamente él quien le ofrezca la traducción de Il flagello della svastica, el segundo título publicado por la recién creada Feltrinelli, que Bianciardi traduce en pocos meses; es el comienzo de su carrera como traductor, que continuará hasta su muerte («mi eterna batalla, volcar páginas y más páginas»).

### El despido y los primeros libros (1957-1959)
Bianciardi es despedido de la editorial Feltrinelli «por bajo rendimiento». «Y me despidieron, sólo porque arrastro los pies, me muevo con lentitud, miro a mi alrededor aunque no sea indispensable». Aun así, Feltrinelli le garantiza que seguirá encargándole traducciones, y en el fondo el despido es una liberación para Bianciardi: no más horarios que respetar, y sobre todo no más hipocresía inútil: «En realidad las editoriales están plagadas de holgazanes frenéticos: gente que no hace un capullo de la mañana a la noche pero que se las apaña, no sé cómo, para dar la falaz impresión de estar trabajando. Hasta se cogen la baja por neurastenia».

Paralelamente al trabajo de traducción, Bianciardi empieza a trabajar en un proyecto personal, una especie de autobiografía: nace así Il lavoro culturale (El trabajo cultural), publicado con Feltrinelli. En julio de 1959, en Chianciano, durante diez días de «vacaciones traductológicas», Bianciardi escrive L’integrazione (La integración), publicado por Bompiani en 1960.

### Las traducciones yLa vida agria(1960-1963)
Bianciardi sigue trabajando como traductor y «los domingos, sólo los domingos» escribe sus libros. Nacen así Da Quarto a Torino. Breve storia della spedizione dei Mille (De Quarto a Turín. Breve historia de la expedición de los Mil), publicado por Feltrinelli en 1960. Traduce con entusiasmo los Trópicos de Miller y escribe la que será su obra maestra: La vita agra (La vida agria). («Por lo que a mí respecta, por fin estoy consiguiendo trabajar algo menos; he conseguido escribir otro libro, que considero mi mejor obra. Calvino está entusiasmado y lo publicaría ya mismo. Se titula La vida agria, y es la historia de un solemne cabreo escrita en primera persona del singular»). Rizzoli publica la novela en 1962 y pronto se convierte en todo un éxito: «el libro va muy bien, tanto a nivel de crítica como de ventas (cinco mil copias en diez días). Puede que esta vez la vida agria haya acabado de verdad».

El productor cinematográfico De Laurentiis compra los derechos y Carlo Lizzani, en 1964, hará una película, protagonizada por Ugo Tognazzi. Bianciardi viaja por toda Italia para presentar su libro, saborea la euforia del éxito y es arrastrado por ella, aunque sólo hasta un cierto punto. «Se puede decir que estoy viajando como un comercial, me he recorrido de cabo a rabo Emilia Romagna y ahora me preparo para hacer lo mismo en Veneto. Conmigo viene Domenico Porzio, y a veces parecemos dos humoristas: siempre las mismas frases, y siempre con la cara de quien las dice por primera vez. Me empieza a dar vergüenza, y por eso esta mañana he retomado el típico trabajo de todos los días, para reconquistar mi autoestima». En cualquier caso, su autoironía se mantiene intacta: «Va a parar que me acabarán dando un sueldo por hacer de italiano cabreado. En lugar de echarme de Milán a patadas, como merecería, me invitan a sus casas y puede que hasta quisieran... Pero yo no me entrego». Después de rechazar por convicciones morales una colaboración fija en el Corriere della Sera a cambio de una suma ingente en comparación con lo que cobra como traductor, Bianciardi acepta empezar a escribir para Il Giorno, colaboración que durará hasta 1966.

### La mudanza y la depresión (1964-1969)
Bianciardi decide abandonar el filón del presente en su narrativa, y recupera el del Resurgimiento italiano con la novela La battaglia soda (La ardua batalla), publicada por Rizzoli en 1964. Ese mismo año se muda a Sant’Anna di Rapallo, en la provincia de Génova, una especie de fuga (de Milán a Rapallo) dentro de la fuga (de Grosseto a Milán). Se aísla cada vez más, y poco a poco se va deprimiendo. Rechaza seguir con el filón que le había hecho famoso, con la temática del «cabreo». («Estoy trabajando, pero sólo para ganarme el pan... tengo que volver a colaborar con Il Giorno, algo que pretendía evitar, por diferentes motivos; también colaboro con Le Ore. Son todas cosas que no me gustan mucho, pero qué se le va a hacer. Por las noches leo mucho, de todo un poco... En fin, ánimo Luciano»). 

La colaboración con Le Ore prosigue luego en ABC, con una rúbrica semanal de crítica televisiva, llamada TeleBianciardi. En el 1969 se publican Aprire il fuoco (Abrir el fuego), Daghela avanti un passo! (Daghela avanti un passo!) y Viaggio in Barberia (Viaje a Berbería). Sigue con sus traducciones y con las colaboraciones con periódicos y revistas, entre las que destacan Kent, Executive, Playmen y el diario deportivo Guerin Sportivo.

### Vuelta a Milán y muerte (1970-1971)
Bianciardi vuelve a Milán; para entonces ya ha tomado el camino de la autodestrucción a través del alcohol («soportadme, ya me queda poco», decía a sus allegados), que lo acabará matando, el 14 de noviembre de 1971, con sólo 49 años.

### El redescubrimiento (presente)
Después de un periodo en el que estuvo prácticamente olvidado, en 1993 Pino Corrias publica con Baldini & Castoldi la biografía de Bianciardi, Vita agra di un anarchico (Vida agria de un anárquico), reeditada en otoño de 2011 por Feltrinelli. Este libro ayudó a sacar a flote de nuevo la notable obra de Bianciardi, dadas la calidad literaria y la vena antimoderna de sus libros.

ISBN Edizioni y ExCogita (la editorial fundada por Luciana Bianciardi, hija del escritor) realizaron un segundo intento para salvar del olvido al autor grossetano, con la publicación, en diciembre del 2005, del primer volumen de su opera omnia, titulado emblemáticamente L’Antimeridiano (en polémica con la famosa colección I Meridiani de Mondadori, que propone antologías de los autores más importantes de todos los tiempos). En enero de 2008 un segundo volumen recogió toda su producción periodística.

## Obras[2]

### Novelas
- Il lavoro culturale (El trabajo cultural), Feltrinelli, 1957
- L’integrazione (La integración), Bompiani, 1960
- La vita agra (La vida agria), Rizzoli, 1962

Estos tres libros son conocidos como «la trilogía del cabreo».
- La battaglia soda (La ardua batalla), Rizzoli, 1964
- Aprire il fuoco (Abrir el fuego), Rizzoli, 1969

### Ensayos sobre minería y sobre el Risorgimento italiano
- I minatori della Maremma (Los mineros de Maremma), Laterza, 1956
- Da Quarto a Torino. Breve storia della spedizione dei Mille (De Quarto a Turín. Breve historia de la expedición de los Mil), Feltrinelli, 1960
- Daghela avanti un passo! (¡Daghela avanti un passo!), Bietti, 1969
- Garibaldi (Garibaldi), Mondadori, 1972 (póstumo)

### Libros de viajes
- Viaggio in Barberia (Viaje a Berbería), Editrice dell’automobile, 1969

### Relatos
Los numerosos relatos de Bianciardi, escritos en un periodo que va del 1956 hasta su muerte, y publicados en diferentes revistas y periódicos, fueron recogidos tras la muerte del autor y editados siguiendo la línea editorial, primero de Rizzoli, con el título Il peripatetico e altre storie (El peripatético y otras historias), en 1976, y luego de Bompiani, con el título La solita zuppa e altre storie (El pan de cada día y otras historias), en 1994. Los cuentos completos, en orden cronológico, fueron publicados por primera vez en 2005 en el ya citado volumen L’Antimeridiano.

### Diarios juveniles
Los diarios juveniles escritos entre 1939 y 1946 fueron inéditos hasta el 2005, fecha en que los herederos de los derechos, Luciana y Ettore Bianciardi, permitieron su publicación. Dichos diarios fueron incluidos en el primer volumen de L’Antimeridiano.
- Diari universitari 1939-1942 y Diari di guerra 1944-1946. L'antimeridiano. Opere complete. Volume primo, Isbn edizioni & ExCogita, 2005.

### Antologías de escritos periodísticos
- Chiese escatollo e nessuno raddoppiò (Pidió permiso para salir y nadie se lo denegó), Baldini & Castoldi, 1995.
- La casa al mare. Scritti per Rapallo (La casa de la playa. Escritos para Rapallo), Il Segnalibro, 1996.
- L'alibi del progresso (La coartada del progreso), ExCogita, 2000.
- Un volo e una canzone (Un vuelo y una canción), ExCogita, 2002.
- Il fuorigioco mi sta antipatico (El fuera de juego me está antipático), Stampa Alternativa, 2006.
- Il convitato di vetro - "Telebianciardi" (El convidado de cristal - TeleBianciardi), ExCogita, 2007.
- Non leggete i libri, fateveli raccontare. Sei lezioni per diventare un intellettuale dedicate in particolare ai giovani privi di talento (No leáis los libros, que os los cuenten. Seis lecciones para convertirse en un intelectual dedicadas en particular a los jóvenes sin talento), Stampa Alternativa, 2008.

### Opera omnia
- L'antimeridiano. Opere complete. Volume primo, Isbn edizioni & exCogita, 2005.
- L'antimeridiano. Opere complete. Volume secondo, Isbn edizioni & exCogita, 2008.

### Adaptaciones cinematográficas
- La vita agra, dirigida por Carlo Lizzani (1964).
- Il merlo maschio (El mirlo macho), dirigida por Pasquale Festa Campanile (1971).

Il merlo maschio es una adaptación del relato Il complesso di Loth (El complejo de Loth). Bianciardi hizo un pequeño cameo en esta película.

## Bianciardi traducido[3]
La vita agra es la novela más famosa de Luciano Bianciardi y ha sido traducido a muchos idiomas. La siguiente lista recoge todas las ediciones de los libros de Bianciardi que se han hecho fuera de Italia:

### Español
- La vida agria, Monte Ávila, Caracas, 1968; traducción de Jorge Capello.
- Abrir el fuego, Monte Ávila, Caracas, 1970; traducción de Eugenio Guasta.
- La vida agria, Errata Naturae, Madrid, 2012; traducción de Miguel Ros González.
- El trabajo cultural, Errata Naturae, 2017; traducción de Miguel Ros González.
- La integración, Errata Naturae, 2018; traducción de Miguel Ros González.

### Francés
- La vie aigre (La vita agra), Actes Sud, Arlés, 2007; traducción de Béatrice Arnal.
- La vie aigre (La vita agra), R. Julliard, París, 1964; traducción de Jacqueline Brunet.

### Alemán
- Das saure Leben (La vita agra), Herbig, Berlín, 1967; traducción de Marlis Ingenmey.

### Inglés
- La vita agra: or, It’s a hard life, Hodder and Stoughton, Londres, 1965; traducción de Eric Mosbacher.
- La vita agra. It's a hard life, Viking Press, New York, 1965; traducción de Eric Mosbacher.

### Esperanto
La editorial italiana ExCogita, dirigida por Luciana Bianciardi, hija del escritor, ha publicado la traducción al esperanto de las cuatro novelas de Bianciardi.
- La kultura laboro (El trabajo cultural), ExCogita, Milán, 2007; traducción de Pier Vittorio Orlandini.
- Vivo agaca (La vida agria), ExCogita, Milán, 2008; traducción de Pier Vittorio Orlandini.
- La integrigo (La integración), ExCogita, Milán, 2011; traducción de Carlo Minnaja.
- Ekpafi (Abrir el fuego), ExCogita, Milán, 2011; traducción de Carlo Minnaja.